# Харден, Генри Эрик
Генри Эрик Харден VC (англ. Henry Eric Harden; 23 февраля 1912, Нортфлит — 23 января 1945, Брахтербек) — британский военнослужащий Второй мировой войны, младший капрал Королевского медицинского армейского корпуса, кавалер Креста Виктории (посмертно).

## Биография
Призван в армию в 1940 году, служил в Королевском медицинском армейском корпусе, был прикомандирован к 45-му подразделению морских коммандос. Дослужился до звания младшего капрала.
23 января 1945 во время операции «Блэккок» в голландском местечке Брахтербек три моряка передового отряда подразделения морских коммандос, ведомые младшим капралом Харденом, были ранены. Отряд коммандос попал под пулемётный огонь в открытом поле. Одним из пострадавших был лейтенант Кори. Под интенсивным артиллерийским и пулемётным огнём Харден, раненый в бок, поспешил отнести одного из раненых к лазарету, располагавшемуся в одном из домов напротив железнодорожной станции. Вопреки приказам офицера медицинской службы, он поспешил с носилками за двумя другими ранеными. Во время переноса второго раненого отряд медиков попал под обстрел, и раненый был убит. Спасая раненого лейтенанта Кори, последнего из трёх раненых, Харден получил смертельное ранение в голову и умер мгновенно.
У Генри остались жена, сын и дочь. Он был посмертно награждён Крестом Виктории за бесстрашие, а на мосту около мельницы установлена памятная доска. Могила Хардена находится на кладбище солдат Британского содружества в голландском местечке Недерверт, под Лимбургом. Крест Виктории, полученный Харденом, ныне является экспонатом Военного музея медицинской службы в Митчетте (Суррей).